# نوكيا X2
نوكيا x2-00 (بالإنجليزية: Nokia X2-00)‏ هو هاتف ذكي من نوكيا، تم طرحه في الأسواق في 2010.

## الخصائص
- الكاميرا الخلفية : 5 ميغا بيكسل VGA
- الشاشة: 320 × 240
- الوزن: 107.5 غرام
- الذاكرة: 60 ميجابايت